# Nauru na Letnich Igrzyskach Olimpijskich Młodzieży 2010
Nauru na Letnich Igrzyskach Olimpijskich Młodzieży w Singapurze w 2010 reprezentowało 4 sportowców (dwóch chłopców i dwie dziewczyny) w 3 dyscyplinach. Obydwie dziewczyny startowały w lekkoatletyce, natomiast chłopcy w boksie i podnoszeniu ciężarów. Jedyny medal dla Nauru zdobył Dj Maaki, który został srebrnym medalistą w boksie.
Chorążym reprezentacji był sztangista Elson Brechtefeld.

## Boks
| Zawodnik | Waga    | Ćwierćfinał | Półfinał             | Finał                            | Pozycja | Źródło |
| -------- | ------- | ----------- | -------------------- | -------------------------------- | ------- | ------ |
| Dj Maaki | - 51 kg |             | Kandel Dowden W 5+-5 | Emmanuel Rodríguez L RSC R3 1:34 |         | [ 2 ]  |

## Lekkoatletyka

### Dziewczynki
| Zawodniczka       | Konkurencja | Kwalifikacje | Kwalifikacje | Final pocieszenia | Final pocieszenia | Źródło      |
| Zawodniczka       | Konkurencja | Wynik        | Pozycja      | Wynik             | Pozycja           | Źródło      |
| ----------------- | ----------- | ------------ | ------------ | ----------------- | ----------------- | ----------- |
| Lovelite Detenamo | 100 metrów  | 13,04        | 21 QC        | DNS               | DNS               | [ 3 ] [ 4 ] |
| Thrixeena Akua    | 200 metrów  | 30,27        | 18 QC        | 30,08             | 17                | [ 5 ] [ 6 ] |

## Podnoszenie ciężarów
| Zawodnik          | Konkurencja | Rwanie | Podrzut | Dwubój | Pozycja | Źródło |
| ----------------- | ----------- | ------ | ------- | ------ | ------- | ------ |
| Elson Brechtefeld | - 56 kg     | 92     | 117     | 209    | 9       | [ 7 ]  |